# Phyllodromica schelkovnikovi
Phyllodromica schelkovnikovi es una especie de cucaracha del género Phyllodromica, familia Ectobiidae. Fue descrita científicamente por Burr en 1913.
Habita en Azerbaiyán.